# Farahnaz Ispahani

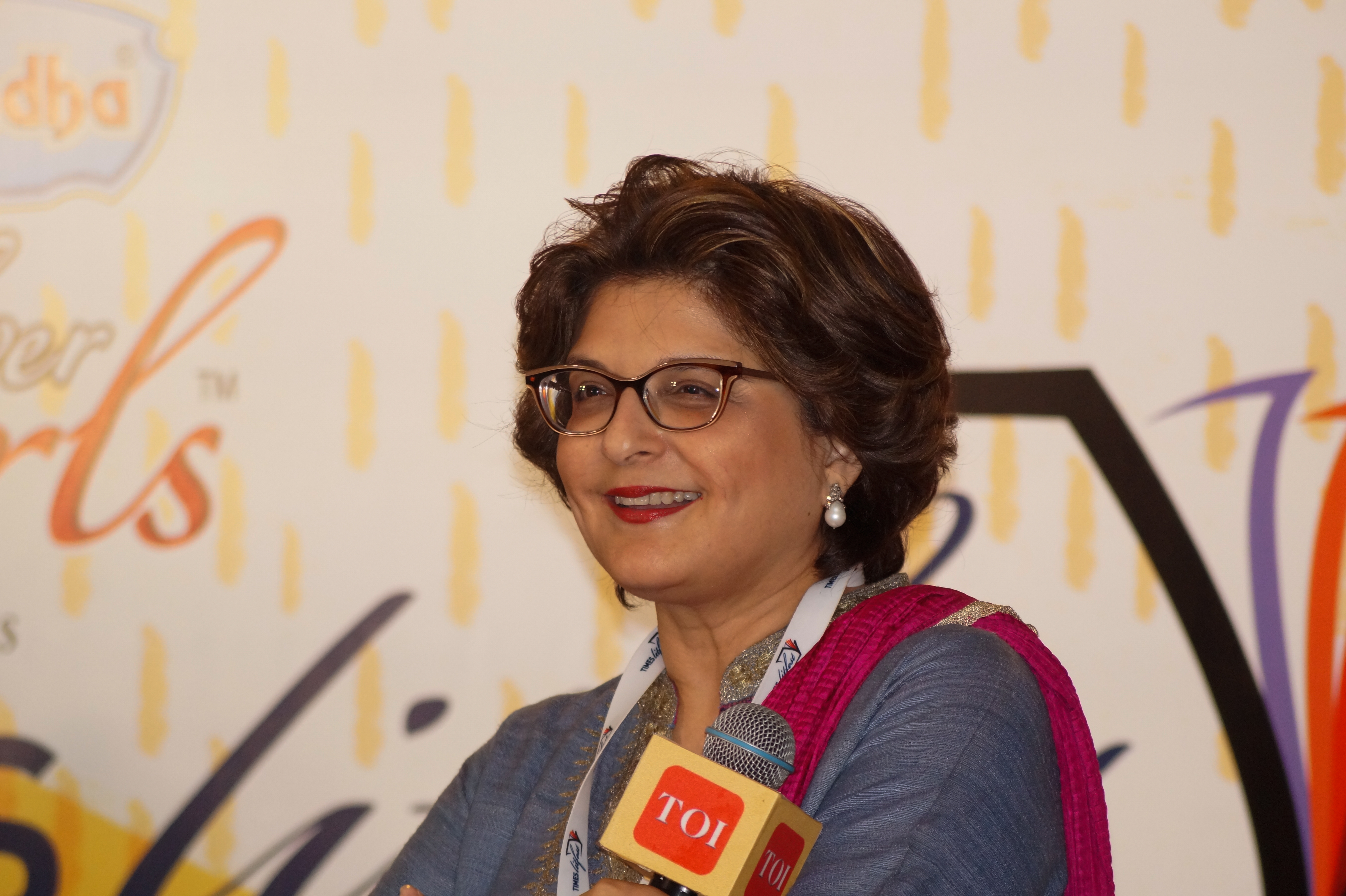
Farahnaz Ispahani auf dem Times Litfest 2016

Farahnaz Ispahani, urdu: اصفہانی, فرح ناز (geboren 1963 in Karatschi, Pakistan) ist eine pakistanisch-US-amerikanische Journalistin, Schriftstellerin und ehemalige Politikerin, die zwischen 2008 und 2012 Mitglied der Nationalversammlung von Pakistan war. Sie engagierte sich zeitlebens für Frauenrechte und religiöse Minderheiten.

## Leben
Farahnaz Ispahanis Vater Mirza Mohamed (Isky) Ispahani (1930–2013) war seit den 1980er Jahren Kopf des pakistanischen Zweigs der Unternehmerfamilie Ispahani und Direktor der EFU Life Insurance Company. Ihre Mutter war die Journalistin Akhtar Ispahani (gestorben 2020). Farahnaz Ispahani war eines von vier Kindern der Familie. Sie ging früh nach London, studierte Politikwissenschaften am Wellesley College, Massachusetts, USA, machte dort 1985 ihren Abschluss und arbeitete danach lange Jahre als Journalistin für ABC News, CNN und MSNBC. Ispahani war auch leitende Redakteurin für die Fernsehsendung "Beyond the Headlines" der Voice of America in Urdu. Im Printbereich war sie stellvertretende Redakteurin der Zeitschrift Pakistan Herald und Redakteurin von Zameen, einer Zeitschrift für im Ausland lebende Pakistaner.
Auf Drängen von Benazir Bhutto, die in der Familie Ispahani wohlbekannt war, trat Ispahani 2006 deren Pakistan Peoples Party (PPP) bei und arbeitete für sie in der Abteilung für Medienarbeit. Nach Bhuttos Ermordung 2007 fühlten sich Ispahani und ihr Mann verpflichtet, deren Ehemann Asif Ali Zardari privat und auch politisch zu unterstützen. Bei den pakistanischen Parlamentswahlen 2008 wurde Ispahani als Kandidatin der Pakistanischen Volkspartei auf einem für Frauen aus Sindh reservierten Sitz in die Nationalversammlung gewählt. So arbeitete Ispahani ab 2008 als Medienberaterin des neuen pakistanischen Präsidenten Asif Ali Zardari, bis ihr die Mitgliedschaft in der Nationalversammlung 2012 aufgrund ihrer doppelten Staatsbürgerschaft entzogen wurde.
2012 wurde Ispahani vom US-Magazin Foreign Policy zu einem der Top 100 Global Thinkers (Die 100 wichtigsten Vordenker der Welt) ernannt. Im selben Jahr wurde sie von Newsweek Pakistan zu den Top 100 Women Who Matter (Die 100 einflussreichsten Frauen) ernannt.
Von 2013 bis 2014 war sie als Wissenschaftlerin im Asien am Woodrow Wilson International Center for Scholars tätig. Heute ist sie wissenschaftliche Mitarbeiterin am Religious Freedom Institute (Institut für Freiheit der Religionen) und Mitglied der Anti-Defamation League Task Force on Middle East Minorities (Liga gegen die Diffamierung von Minderheiten im Nahen Osten) in Washington, D.C.
2017 ist ihr Buch Purifying the Land of the Pure: A History of Pakistan's Religious Minorities (Die Reinigung des Landes der Reinen: Die Geschichte von Pakistans religiösen Minderheiten).
Ispahani ist in zweiter Ehe seit 2000 mit Husain Haqqani, einem Journalisten, Politiker und ehemaligen Botschafter Pakistans in Washington verheiratet, und sie ist Enkelin von Mirza Abul Hassan Ispahani, dem ersten Botschafter Pakistans in den Vereinigten Staaten.

## Veröffentlichungen
- Farahnaz Ispahani: Purifying the Land of the Pure: A History of Pakistan's Religious Minorities. Harper Collins Neue Auflage 2017 bei Oxford University Press.